# Present from you
『present from you』（プレゼント・フロム・ユー）は、BUMP OF CHICKENのカップリング集アルバム。2008年6月18日にトイズファクトリーより発売された。

## 解説
- 2007年までにメジャーで発売したシングルCDのカップリング集であり、インディーズ時代に発売したシングル『LAMP』のカップリングである『バトルクライ』と『リトルブレイバー』（1stアルバム『FLAME VEIN』からのリカット）は収録されていない。
- 全曲デジタルリマスターされており、メンバーはラジオで「レンタルでも良いから聞いて欲しい」と語っている。
- カップリング12曲に加え未発表だった「プレゼント」を初収録。
- 数曲はシングル収録時に隠しトラックの為のブランクが楽曲トラックの後ろに付いていたが、このアルバムではオリジナルサイズで初収録されている。
- アルバム名はファンへの気持ちを込めて付けられた[1]。
- 2008年唯一のリリース作品。

## 収録曲
| 全作詞・作曲: 藤原基央（#3, 作曲: 藤原基央 & 直井由文）、全編曲: BUMP OF CHICKEN。 |                                         |                                             |                                             |      |
| #                                                                                  | タイトル                                | 作詞                                        | 作曲・編曲                                  | 時間 |
| 1.                                                                                 | 「ラフ・メイカー」                      | 藤原基央 （#3, 作曲: 藤原基央 & 直井由文 ） | 藤原基央 （#3, 作曲: 藤原基央 & 直井由文 ） | 3:49 |
| 2.                                                                                 | 「バイバイサンキュー」                  | 藤原基央 （#3, 作曲: 藤原基央 & 直井由文 ） | 藤原基央 （#3, 作曲: 藤原基央 & 直井由文 ） | 5:03 |
| 3.                                                                                 | 「彼女と星の椅子」                      | 藤原基央 （#3, 作曲: 藤原基央 & 直井由文 ） | 藤原基央 （#3, 作曲: 藤原基央 & 直井由文 ） | 3:40 |
| 4.                                                                                 | 「ホリデイ」                            | 藤原基央 （#3, 作曲: 藤原基央 & 直井由文 ） | 藤原基央 （#3, 作曲: 藤原基央 & 直井由文 ） | 3:27 |
| 5.                                                                                 | 「Ever lasting lie (Acoustic Version)」 | 藤原基央 （#3, 作曲: 藤原基央 & 直井由文 ） | 藤原基央 （#3, 作曲: 藤原基央 & 直井由文 ） | 8:39 |
| 6.                                                                                 | 「睡眠時間」                            | 藤原基央 （#3, 作曲: 藤原基央 & 直井由文 ） | 藤原基央 （#3, 作曲: 藤原基央 & 直井由文 ） | 4:40 |
| 7.                                                                                 | 「夢の飼い主」                          | 藤原基央 （#3, 作曲: 藤原基央 & 直井由文 ） | 藤原基央 （#3, 作曲: 藤原基央 & 直井由文 ） | 4:49 |
| 8.                                                                                 | 「スノースマイル 〜ringing version〜」  | 藤原基央 （#3, 作曲: 藤原基央 & 直井由文 ） | 藤原基央 （#3, 作曲: 藤原基央 & 直井由文 ） | 5:49 |
| 9.                                                                                 | 「銀河鉄道」                            | 藤原基央 （#3, 作曲: 藤原基央 & 直井由文 ） | 藤原基央 （#3, 作曲: 藤原基央 & 直井由文 ） | 6:37 |
| 10.                                                                                | 「真っ赤な空を見ただろうか」            | 藤原基央 （#3, 作曲: 藤原基央 & 直井由文 ） | 藤原基央 （#3, 作曲: 藤原基央 & 直井由文 ） | 4:01 |
| 11.                                                                                | 「東京賛歌」                            | 藤原基央 （#3, 作曲: 藤原基央 & 直井由文 ） | 藤原基央 （#3, 作曲: 藤原基央 & 直井由文 ） | 3:53 |
| 12.                                                                                | 「ガラスのブルース (28 years round)」   | 藤原基央 （#3, 作曲: 藤原基央 & 直井由文 ） | 藤原基央 （#3, 作曲: 藤原基央 & 直井由文 ） | 8:13 |
| 13.                                                                                | 「プレゼント」                          | 藤原基央 （#3, 作曲: 藤原基央 & 直井由文 ） | 藤原基央 （#3, 作曲: 藤原基央 & 直井由文 ） | 4:52 |
| 合計時間:                                                                          | 合計時間:                               | 67:32                                       |                                             |      |

| 全作詞・作曲: BUMP OF CHICKEN。 |                                                                    |                 |                 |
| #                               | タイトル                                                           | 作詞            | 作曲・編曲      |
| 1.                              | 「BELIEVE デモテープ編」(歌・演奏: ハテナッチセブンクエスチョンズ) | BUMP OF CHICKEN | BUMP OF CHICKEN |

### 楽曲解説
1. ラフ・メイカー
初出：「ダイヤモンド」（2000年9月20日）
2. バイバイサンキュー
初出：「天体観測」（2001年3月14日）
シングル「天体観測」では「バイバイ、サンキュー」であったが句読点が無くなっている。
3. 彼女と星の椅子
初出：「ハルジオン」（2001年10月17日）
4. ホリデイ
初出：「スノースマイル」（2002年12月18日）
5. Ever lasting lie (Acoustic Version)
初出：「アルエ」（2004年3月31日）
2ndアルバム「THE LIVING DEAD」に収録されている楽曲をアコースティック形態で再録したもの。シングル「アルエ」は2004年5月末までの期間限定盤であったため、「アルエ」の生産終了後、本作がリリースされるまではレアな曲となっていた。
6. 睡眠時間
初出：「オンリー ロンリー グローリー」（2004年7月7日）
7. 夢の飼い主
初出：「車輪の唄」（2004年12月1日）
8. スノースマイル 〜ringing version〜
初出：「車輪の唄」（2004年12月1日）
「スノースマイル」のアレンジバージョン。
9. 銀河鉄道
初出：「プラネタリウム」（2005年7月21日）
10. 真っ赤な空を見ただろうか
初出：「涙のふるさと」（2006年11月22日）
本作のリリースに伴って、PVが制作された。PVは次作「COSMONAUT」のPV集に収録されている。
11. 東京賛歌
初出：「花の名」（2007年10月24日）
12. ガラスのブルース (28 years round)
初出：「メーデー」（2007年10月24日）
1stアルバム「FLAME VEIN」に収録されている楽曲をアコースティック形態で再録したもの。原曲よりいくらかテンポが遅くなっている。
13. プレゼント
新録楽曲であるが、原曲自体はかなり古い時期のものである。2008年5月18日のライブツアー・ホームシップ衛星さいたまスーパーアリーナ公演にて初披露された。『THE LIVING DEAD』レコーディングの際に短時間で書かれた楽曲だった（歌詞は当時から一切変更されていない）が、冒頭部分は「Opening」、末尾部分は「Ending」という2曲の短い曲として切り出されたため原曲は日の目を見ていなかった。今回フルコーラスでレコーディングされたことで「プレゼント」という楽曲として初めて完成した[2]。

- 隠しトラックに「ハテナッチセブンクエスチョンズ」の「BELIEVE デモテープ編」（作詞・作曲:BUMP OF CHICKEN）が収録されている。アルバム「orbital period」の隠しトラックである「BELIEVE」の後日談という位置付けである。